# Дачный (Бологовский район)
Дачный — поселок в Бологовском районе Тверской области, входит в состав Рютинского сельского поселения.

## География
Поселок находится в северной части Тверской области на расстоянии приблизительно 24 км на север от города Бологое на левом берегу реки Березайка.

## История
Отмечен был на карте только в 1983 году.

## Население
Численность населения: 8 человек (русские 100 %) в 2002 году, 7 в 2010.